# Hamburger Bildungsserver
Der Hamburger Bildungsserver ist der offizielle Landesbildungsserver der Freien und Hansestadt Hamburg, wird von der Hamburger Behörde für Schule und Berufsbildung (BSB) betrieben und wird als die zentrale pädagogische Internetplattform in der Hamburger Bildungslandschaft definiert. Der Server wurde hardwaremäßig anfangs durch das Rechenzentrum der Universität Hamburg betreut, später in das Rechenzentrum mit der zentralen Domain hamburg.de verlegt. Verantwortlicher Betreiber dieses Portals ist das Referat für Öffentlichkeitsarbeit der Behörde für Schule und Berufsbildung.
Der Hamburger Bildungsserver (HBS) ist ein Angebot für Lehrende und Lernende und umfasst den Bereich von Vorschule über Abitur bis zur Hochschule und zur Erwachsenenbildung. Besucher finden hier aktuelle Unterrichtsmaterialien, Linklisten, Kopiervorlagen für den Unterricht und Prüfungsvorbereitungsmaterialien. Der Hamburger Bildungsserver deckt alle Unterrichtsfächer ab. Hinzu kommen thematisch aufbereitete Materialsammlungen zu verschiedenen fakultativen Themen. Zu allen Schulfächern werden Unterrichtsmaterialien mit dem Schwerpunkt auf Abschlussprüfungen angeboten. Zusätzlich wird über schulische Arbeit in Hamburg, Deutschland und Europa, über aktuelle Projekte, Wettbewerbe, außerschulische Lernorte, Schulfahrten und über Publikationen der Hamburger Behörden informiert. Schwerpunkte liegen bei Globales Lernen, Berufsorientierung, Medienerziehung, Sozial- und Rechts- und Verkehrserziehung, Interkulturelle Erziehung sowie Gesundheits-, Umwelt- und Sexualerziehung. Als Einstieg in die Recherche werden Dossiers und Specials zu aktuellen Themen aller Fächer angeboten mit Fokus auf Politik, Wissenschaft, Wirtschaft und zu aktuellen Ereignissen, Feiertagen und Jahreszeiten. Themenschwerpunkte sind zum Beispiel Sucht- und Gewaltprävention, Klimawandel und Klimafolgen sowie Globalisierung. Redaktionell wird mit Betreibern von Bildungsservern anderer Bundesländer zusammengearbeitet.
Der Hamburger Bildungsserver wird in der OER Worldmap als Anbieter von freien Bildungsunterlagen geführt (Open Educational Resource).